# 維斯卡查尼山 (洛艾薩省)
17°2′23″S 67°20′28″W / 17.03972°S 67.34111°W
維斯卡查尼山（Wisk'achani），是玻利維亞的山峰，位於該國西部拉巴斯省的洛艾薩省，處於瓦利亞塔內山和瓦利亞塔尼湖東南面，屬於安第斯山脈的一部分，海拔高度5,018米。